# Mantispa simplex
Mantispa simplex is een insect uit de familie van de Mantispidae, die tot de orde netvleugeligen (Neuroptera) behoort. 
Mantispa simplex is voor het eerst wetenschappelijk beschreven door Stitz in 1913.